# الجيش الوطني التونسي
الجيش الوطني التونسي ورسميًا القوات المسلحة التونسية (بالإنجليزية: Tunisian Armed Forces) هي القوات المسلحة الرسمية للجمهورية التونسية وتتبع لوزارة الدفاع الوطني. تنقسم إلى ثلاثة أفرع رئيسية وهي جيش البر وجيش البحر وجيش الطيران بالإضافة لفوج القوات الخاصة. تأسس في 30 يونيو 1956 وبلغ تعداده 150,000 فرد سنة 2024.
يشارك الجيش التونسي في عدة عمليات مدنية وعسكرية وطنيا ودوليا مثل مقاومة الكوارث الطبيعية والقيام بعمليات عسكرية إلى جانب المشاركة في عمليات حفظ السلام تحت مظلة الأمم المتحدة. يشارك حاليا فيلق تدخل سريع قوامه 750 عسكريا وسرية شرطة عسكرية قوامها 120 فردا و75 ضابطا من جيش الطيران في جمهورية مالي ضمن قوات مينوسما لحفظ السلام. بالإضافة إلى ساحل العاج وأخيرا عودته لحفظ السلام ضمن مهمة مينوسكا بجمهورية افريقيا الوسطى.
رئيس الجمهورية التونسية هو القائد الأعلى للقوات المسلحة ويشغل المنصب الآن قيس سعيد. أما منصب وزير الدفاع فيشغله خالد السهيلي ، بالنسبة لمنصب رئيس أركان القوات المسلحة ( الجيوش الثلاثة ) فقد أُلغي منذ يوليو 2013 بعد تقاعد رشيد عمار، والمهتم بأركان جيش البر الآن هو الفريق اول محمد الغول.

قامت تونس بتصنيع أول فرقيطة لها (استقلال بي 201) تصنيعا محليا كاملا (باستثناء المحركات والمضخات)، بدأت الدراسة في 2012 والتصنيع في 2013 وانتهى في 2014 ودخلت الخدمة فعليا في 2015، حيث قررت تونس دخول غمار التصنيع العسكري عبر شراكة بين القطاعين العام والخاص سيتبعه تصنيع محلي لفائدة الجيوش التونسية الثلاث مما سيحد من انفاقها العسكري وخاصة من العملة الصعبة.

## التاريخ

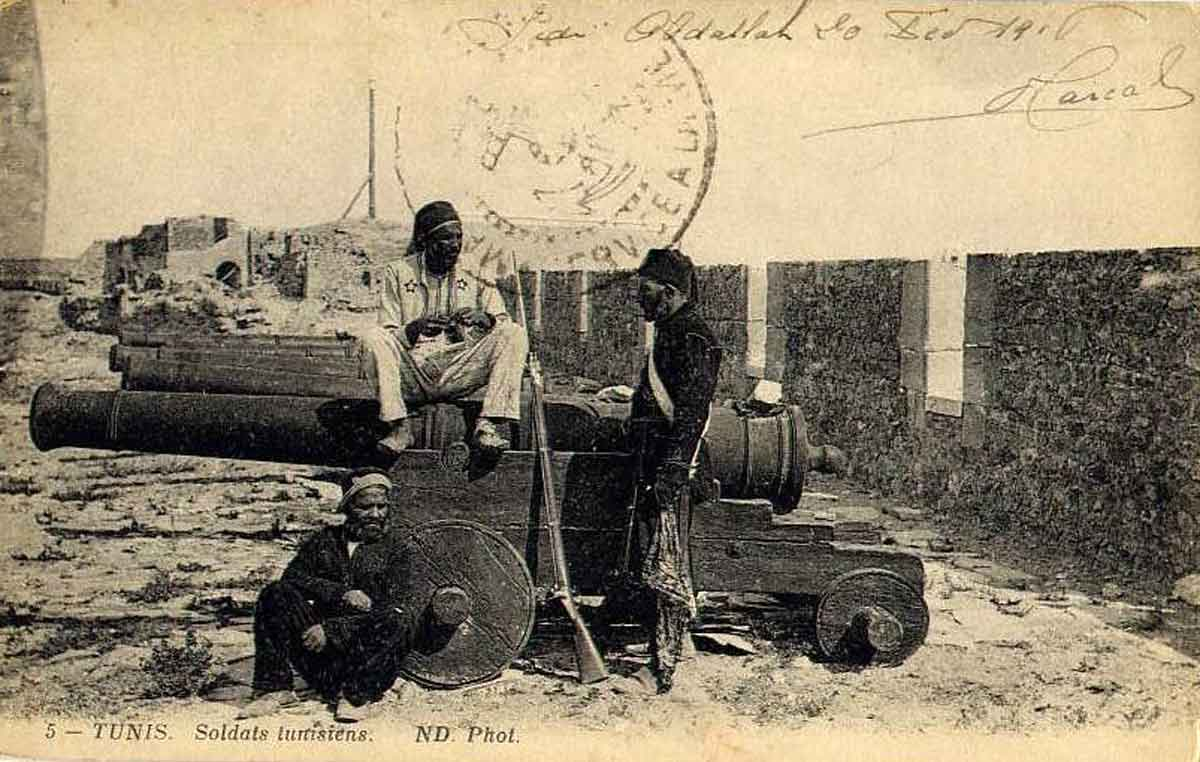
مدفعية الباي حوالي سنة 1900

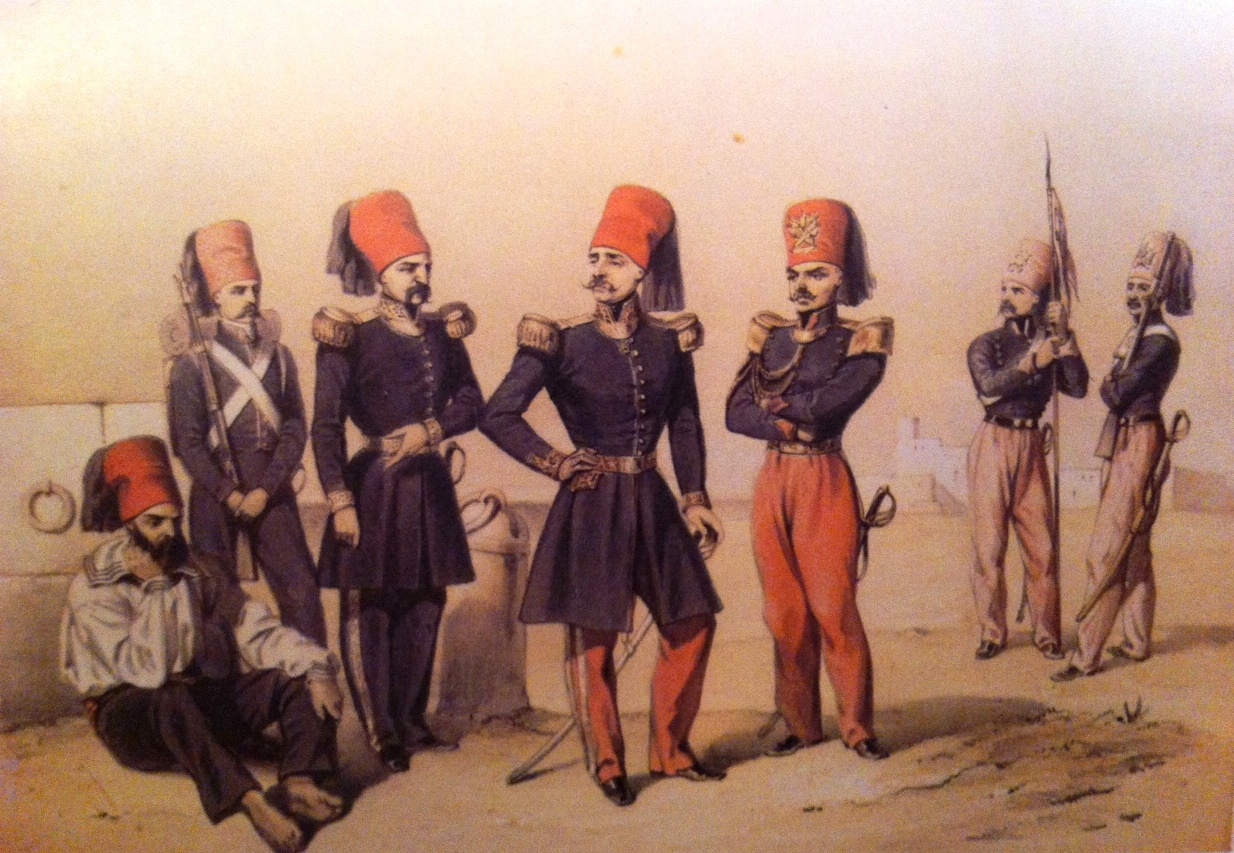
ضباط المشاة التونسي حوالي سنة 1840

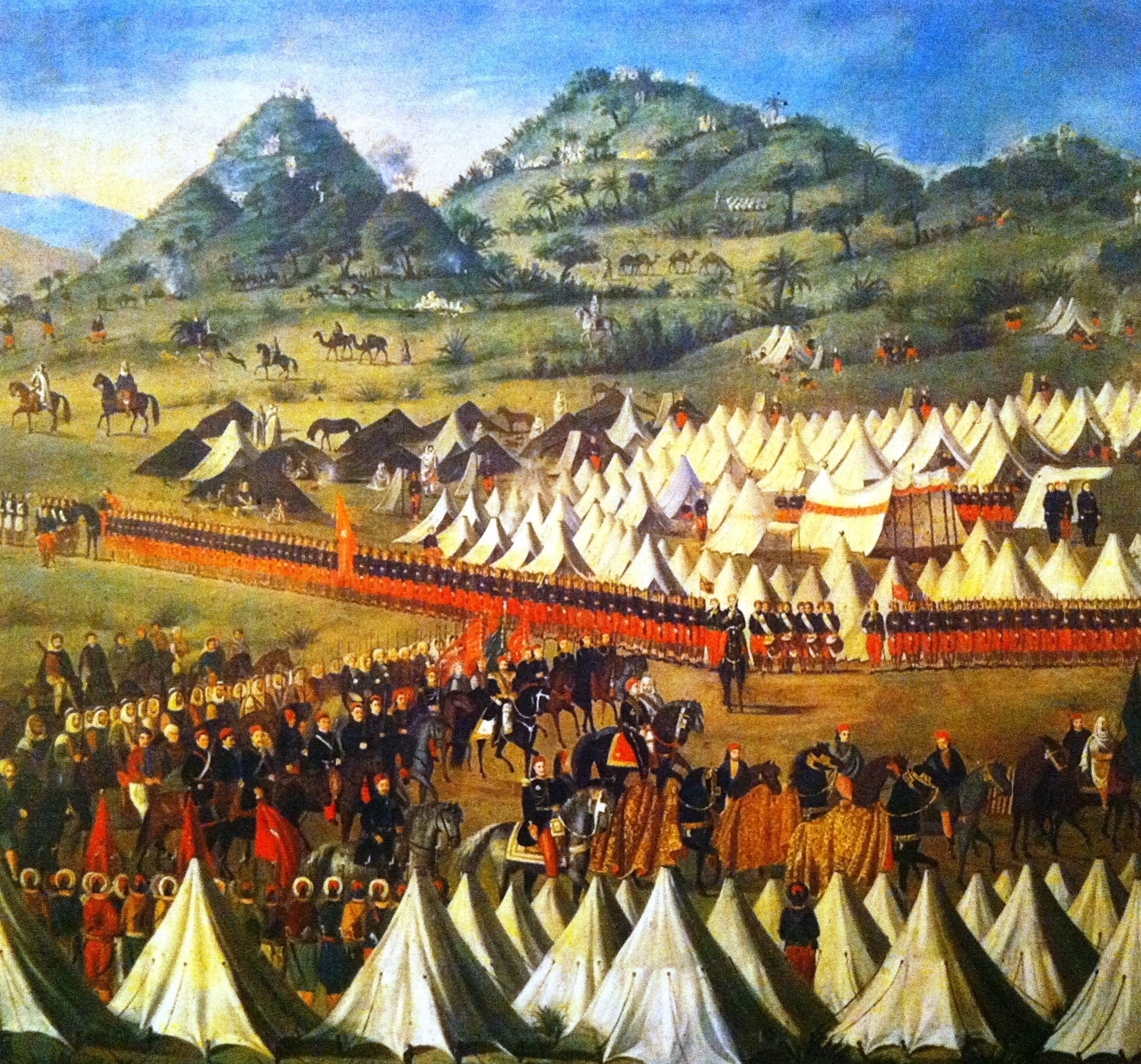
فرقة من جيش الصادق باي

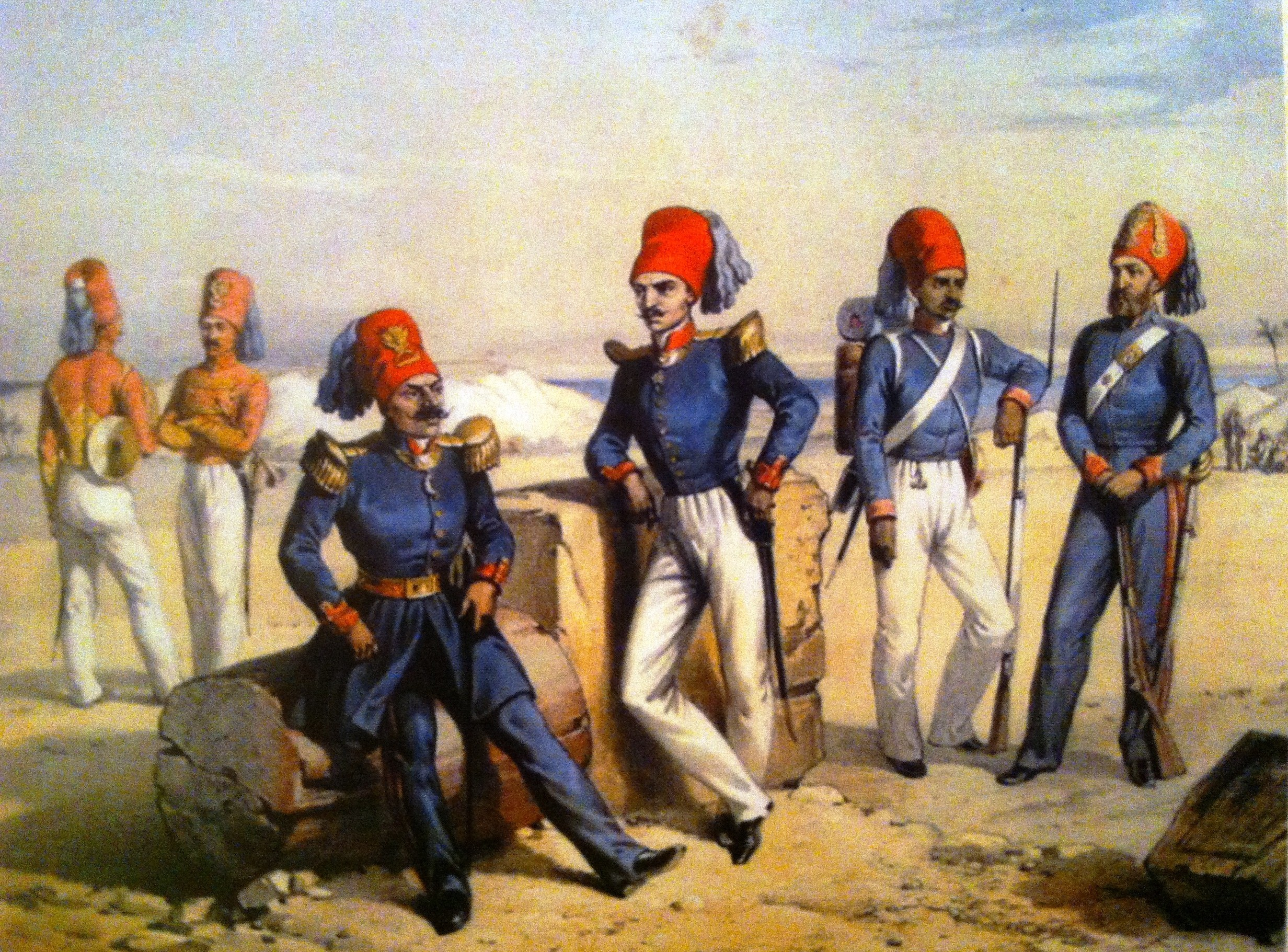
بحرية البايات سنة 1850

يعد الجيش الوطني التونسي أعرق جيش عربي حيث تم إنشاء الكتائب الأولى للجيش التونسي النظامي الحديث في نفس وقت إصلاح الجيش العثماني وإثر الغزو الفرنسي للجزائر في عام 1830، بناء على مبادرة من وزير حسين باي الثاني، المملوكي شاكير صاحب الطابع أول كتيبة تكونت من بعض العثمانين وبعض أبناء البلد وقد تم تأسيسها في تونس في يناير 1831 ليتبع السنة التالية كتيبة أخرى تتألف أساسا من الساحل ومقرها في مدينة سوسة. ويتم تدريب الجنود والضباط، مجهزون على الطريقة الأوروبية، مثل الأفواج الأولى من الجيش العثماني بعد إصلاحات السلطان محمود الثاني، وبعد إزالة فيلق الانكشارية.

حيث تسلم أحمد باي بن مصطفى الإصلاحات الخجولة من عهد عمه حسين باي الثاني، وحثّ البلاد إلى تغيير عميق داخل الجيش والدولة.

تكوّن الجيش التونسي من سبعة ألوية للمشاة المنتشرة بالبلاد التونسية سنة 1855، ورؤسائهم آمر لواء (قائد كتيبة)، آمر أمرة (قائد فرقة). عدد الموظفين في كل لواء يختلف من 1000-2000 من الرجال في أوقات مختلفة :
1. لواء متمركز بشكل دائم في تونس منذ عام 1831 ؛
2. لواء مقره في سوسة في عام 1832 ؛
3. لواء متمركز في المنستير ؛
4. لواء مقره في القيروان ؛
5. العمود في الجيش الذي يدير المناطق النائية تونس ؛
6. لواء التحرك ؛
7. لواء مقره غار الملح ؛

توفر الجيش التونسي على أربعة ألوية مدفعية ما بين سنتي 1835 و 1855 في كل واحدة 1000 من الرجال، موزعة على النحو التالي :
1. لواء باردو في تونس العاصمة منذ عام 1831 ؛
2. لواء حلق الوادي ؛
3. ألوية وزعت في مراكز البلاد (أساسا بنزرت والمنستير وصفاقس وسوسة وطبرقة ؛

ضمّ الجيش أيضا العديد من الأفواج غير النظامية من فرسان القبائل (زواوه أو مخازنيه) موزعين في جميع أنحاء البلاد ويمكن ان يرتفع العدد إلى 40,000 من المشاة والفرسان، وتعسكر هذه الأفواج بشكل رئيسي في ثكنات الكاف ونفزة وتونس. يعين ضباط من المماليك التركية لقيادتهم وعند بروز الحاجة لسلاح فرسان نظامي (سباهي) أنشأ أحمد باي الأول فوج سباهي سنة 1850 ويوجد مقره في منوبة.

وخلال زمن الحماية الفرنسية (1881-1956)، تم توظيف أعداد كبيرة من التونسيين داخل الجيش الفرنسي، حيث انضم الجنود إلى المشاة والفرسان. وشهدت هذه الوحدات الخدمة الفعلية في أوروبا خلال الحربين العالميتين، وكذلك في الهند والصين قبل عام 1954. وكانت القوة الوحيدة المسموح بها للجيش التونسي حصرا تحت الحكم الفرنسي. 

تأسست اللجنة الوطنية التونسية للجيش في عام 1956، في وقت الاستقلال. حيث تألف في بادئ الامر من حوالي 1300 ضابط وجندي نقلوا من الخدمة في الجيش الفرنسي، بالإضافة إلى 850 أعضاء سابقين في حرس الباي. استمر ما يقرب من 4000 جندي تونسي في خدمة الجيش الفرنسي حتى عام 1958، عندما نقلت الاغلبية للخدمة داخل الجيش التونسي والذي ضمت قواته في تلك السنة أكثر من 6000 جندي. تم إنشاء جيش البحر التونسي في عام 1959 تلاه جيش الطيران التونسي في عام 1960. 

وفي نفس سنة إنشاء القوات الجوية التونسية، أرسلت تونس بعثة عسكرية قوامها 2261 جندي مجهزين بكامل عتادهم وعدّتهم للمشاركة في عملية حفظ السلام بالكونغو الديمقراطية، وحال وصولها تم تكليفها بحفظ الأمن في إقليم «كاصاي»، وقد تواصلت مهمة هذه البعثة الأولى إلى حدود بداية جويلية 1961 إذ عادت إلى أرض الوطن تلبية لنداء الواجب على إثر اندلاع معركة الجلاء ببنزرت حيث جدت اشتباكات مع القوات الفرنسية المتمركزة في المدينة وطردت على إثرها لتكتمل سيادة تونس على اراضيها في بنزرت حيث تم اجلاء الفرنسيين من القاعدة العسكرية بعد مفاوضات لاحقة مع الحكومة التونسية. 

وقد تواصلت مساهمات الجيش الوطني التونسي في بعثات الأمم المتحدة لحفظ السلام، بما في ذلك إرسال البعثة التونسية خلال الإبادة الجماعية في رواندا حيث كانت القوة التونسية ثاني أكبر قوة عسكرية اممية داخل البلاد. وقدم قائد القوة الكندية روميو دالير في كتابه مصافحة الشيطان، ائتمانه للعمل والجهد المبذول من قبل تشكيلات الجيش التونسي في ذلك الصراع.

### الخدمة الوطنية
الخدمة الوطنية واجبة لكل شاب بلغ العشرين من عمره. منذ سنة 2003 أصبحت الخدمة الوطنية تضم الإناث أيضا. تدوم الخدمة الوطنية في الجيش سنة. لا يؤدي جميع الشباب الخدمة الوطنية وإنما نسبة ضئيلة منهم حوالي 25 إلى 30 %. يصبح كل من أدى الخدمة الوطنية احتياطيا في الجيش حتى سن الخامسة والثلاثين.

## مشاركات في الحروب
شارك الجيش التونسي في العديد من الحروب منذ استقلال البلاد عمليا من الحكم المركزي العثماني، حيث جرت عدة صراعات مختلفة في القرن السابع عشر والتي شنت غالبا ضد بايلك قسنطينة إحدى بيالك إيالة الجزائر اللتي أقامت سلطتها على أراضى تونس الحفصية.
- الحرب التونسية الجزائرية 1628.
- الحرب التونسية الجزائرية 1693.
- الحرب التونسية الجزائرية 1700.
- الحرب التونسية الجزائرية 1705.

أما الحروب المقامة في القرن الثامن عشر والقرن التاسع عشر انتهت بتوقيع معاهدة سلام في 1817، أين اعترف المتحاربان بتعادلهما. ألغت إيالة الجزائر الجزية المفروضة على تونس، وكلا الطرفين يتراجع عن أي مطالب بالأراضي:
- الحرب التونسية الجزائرية 1735.
- معركة الكاف (1745).
- الحرب التونسية الجزائرية 1756.
- الحرب التونسية الجزائرية 1807.
- الحرب التونسية الطرابلسية (1794-1795) هي حربأعلنتها تونس بقيادة حمودة باشا على إيالة طرابلس بقيادة علي برغل قصد تنصيب يوسف القره مانلي كحاكم على الإيالة.
- الحرب التونسية البندقية (1784-1792) هي حرب إندلعت بين الإيالة التونسية بقيادة حمودة باشا وجمهورية البندقية. و قد انتهت الحرب بانتصار تونس.

في الحرب العالمية الأولى شاركت تونس تحت ظل الإستعمار الفرنسي في الحرب حتى أتت معركة الجلاء سنة 1961 ضد الجيش الفرنسي والتي انتهت بطرد الاحتلال الفرنسي من مدينة بنزرت الاستراتيجية.

كما شارك في حرب أكتوبر سنة 1973 بين مصر وإسرائيل بكتيبة تتألف من 1200 جندي استقرّوا في منطقة «دلتا النيل» لحماية ظهر القوات المصرية المتقدمة في عمق سيناء، وقد كانت القوّات التونسيّة تحت قيادة الجنرال الشّهيد عبد العزيز سكيك، وتمكنت الكتيبة من حصار القوات الصهيونية بقيادة أرئيل شارون وايقاف تقدمه.

شارك الجيش التونسي بصفة محدودة في مجريات حرب ثورة 17 فبراير الليبية في افريل سنة 2011 على جانبه في مدينة الذهيبة التونسية عندما قامت تشكيلات الجيش التونسي بالاشتباك مع كتائب القذافي التي توغلت داخل التراب التونسي، وقد قامت بتدمير مركباتها واعتقال عناصرها وطردها، كما قام الجيش التونسي بوضع كافة التدابير العسكرية لحماية الحدود التونسية الليبية والرد على كافة التهديدات بالصرامة اللازمة.

كما يشارك الجيش التونسي بكافة اختصاصاته وفروعه في الحرب على الإرهاب عبر مواجهة ودحر المجموعات الارهابية المتسللة من القطر الجزائري منذ بداية الثورة التونسية سنة 2011 والمتمركزة خاصة بمرتفعات ولايات القصرين والكاف وجندوبة الحدودية.

## القوات البرية التونسية
تتسلح المشاة البرية التونسية بعدد غير محدد من الدبابات يتراوح عددها بين 250 و300 دبابة كما تتسلح بمئات من المدرعات وناقلات الجند وتتعزز قوات المشاة بقرابة 500 صاروخ مضاد للدبابات و250 مدفع هاون عيار47 مم بالإضافة إلى ذلك تمتلك هذه القوات عدد غير محدد من صواريخ أرض-جو من طراز AIM وكذلك فهناك 48 قطعة للدفاع الجوي.

## معدات جيش البر
| العتاد                     | صورة                    | في الخدمة             | بلد الاصل                  | ملاحظات                                                      |
| دبابات القتال الرئيسي      | دبابات القتال الرئيسي   | دبابات القتال الرئيسي | دبابات القتال الرئيسي      | دبابات القتال الرئيسي                                        |
| -------------------------- | ----------------------- | --------------------- | -------------------------- | ------------------------------------------------------------ |
| إم-60 باتون أ3             |                         | 59                    | الولايات المتحدة           |                                                              |
| إم-60 باتون أ1             |                         | 30                    | الولايات المتحدة           |                                                              |
| أي أم أكس-30               |                         | 30                    | فرنسا                      | (خارج الخدمة)                                                |
| دبابات متوسطة              |                         |                       |                            |                                                              |
| اس كاي 105 كوراسير         |                         | 54                    | فرنسا                      | (خارج الخدمة)                                                |
| إم-48 باتون                |                         | 26 -30                | الولايات المتحدة           | (خارج الخدمة)                                                |
| دبابات خفيفة               |                         |                       |                            |                                                              |
| أيه أم أكس-13              |                         | 55                    | فرنسا                      | (خارج الخدمة)                                                |
| إم 41 ووكر بلودوج          |                         | 20                    | الولايات المتحدة           | (خارج الخدمة)                                                |
| عربات مدرعة                |                         |                       |                            |                                                              |
| ألفيس صلاح الدين           |                         | 24                    | المملكة المتحدة            | (خارج الخدمة)                                                |
| بنهارد إيه إم إل 60        |                         | 40                    | فرنسا                      | (خارج الخدمة)                                                |
| بنهارد إيه إم إل 90        |                         | 10                    | فرنسا                      |                                                              |
| ناقلات الجنود المدرعة      |                         |                       |                            |                                                              |
| التنين يالتشين             |                         | 210                   | تركيا                      | مدرعة قتالية                                                 |
| بارب                       |                         | ؟                     | تونس                       | مدرعة مضادة للالغام                                          |
| Oshkosh M-ATV              |                         | ؟                     | الولايات المتحدة الأمريكية | مركبة محمية من كمائن                                         |
| بي ام سي كيربى             |                         | 140                   | تركيا                      | مدرعة مضادة للألغام                                          |
| Dingo 2                    |                         | 10                    | ألمانيا                    | مدرعة مضادة للألغام                                          |
| Mack Bastion               |                         | 4                     | الولايات المتحدة           | ناقلة جنود مدرعة                                             |
| هامفي                      |                         | 192                   | الولايات المتحدة           | حديثة الصنع والتجهيز، معدلة خصيصا لاحتياجات جيش البر التونسي |
| M113 A1/A2                 |                         | 450                   | الولايات المتحدة           |                                                              |
| EE-11 Urutu                |                         | 18                    | البرازيل                   | (خارج الخدمة)                                                |
| Fiat 6614                  |                         | 110                   | إيطاليا                    |                                                              |
| M106A2 M30 4.2             |                         | 36                    | الولايات المتحدة           |                                                              |
| M125A2                     |                         | 36                    | الولايات المتحدة           |                                                              |
| M577A2                     |                         | 24                    | الولايات المتحدة           |                                                              |
| Cadillac LAV V150 Commando |                         | 20                    | الولايات المتحدة           |                                                              |
| مركبات حربية للمشاة        |                         |                       |                            |                                                              |
| M901 ITV                   |                         | 100                   | الولايات المتحدة           |                                                              |
| M3A3 Bradley               |                         | 15                    | الولايات المتحدة           |                                                              |
| مركبة لجميع التضاريس       |                         |                       |                            |                                                              |
| Arctic Cat Alterra 700     |                         | ?                     | الولايات المتحدة           |                                                              |
| المدفعية                   |                         |                       |                            |                                                              |
| M-101A1/A2                 |                         | 48                    | الولايات المتحدة           | مدفع عيار 105 مم                                             |
| M-114A1                    |                         | 94                    | الولايات المتحدة           | مدفع عيار 155 مم                                             |
| M-198                      |                         | 45                    | الولايات المتحدة           | مدفع عيار 155 مم                                             |
| M-102                      |                         | 45-50                 | الولايات المتحدة           |                                                              |
| M109A2                     |                         | 19-20                 | الولايات المتحدة           | مدفعية ذاتية الدفع                                           |
| قذائف هاون                 |                         |                       |                            |                                                              |
| M30                        |                         | 1500                  | الولايات المتحدة           |                                                              |
| براندت                     |                         | ؟                     | فرنسا                      | عيار 60 مم                                                   |
| M29                        | ؟                       | عيار 81 مم            | الولايات المتحدة           |                                                              |
| MO-120-RT-61               |                         | 18                    | الولايات المتحدة           |                                                              |
| أسلحة مضادة للدبابات       |                         |                       |                            |                                                              |
| carl gustav                |                         |                       | السويد                     | 84 مم                                                        |
| LRAC F1                    |                         | 300                   | فرنسا                      | 89 مم                                                        |
| بي جي إم-71 تاو            |                         | 100                   | الولايات المتحدة           |                                                              |
| آر بي جي-32                |                         |                       | الأردن · روسيا             | [ 20 ]                                                       |
| الصاروخ ميلان              |                         | 500                   | ألمانيا                    |                                                              |
| إف جي أم-148 جافلن         |                         | ؟                     | الولايات المتحدة           |                                                              |
| إم-84                      |                         | 240                   | الولايات المتحدة           |                                                              |
| M-20                       |                         | 300                   | الولايات المتحدة           |                                                              |
| M-40                       |                         | 70                    | الولايات المتحدة           |                                                              |
| M-18                       |                         | 140                   | الولايات المتحدة           |                                                              |
| أسلحة مضادة للطائرات       |                         |                       |                            |                                                              |
| RBS 70                     |                         | 48                    | السويد                     |                                                              |
| MIM-72 Chaparral           |                         | 78                    | فرنسا                      | (خارج الخدمة)                                                |
| إستريلا 2                  | مضادة لطائرات إستريلا 2 | 345                   |                            |                                                              |
| M42 Duster                 |                         | 12                    | الولايات المتحدة           | (خارج الخدمة)                                                |
| M163 VADS                  |                         |                       | الولايات المتحدة           | (تحت الطلب)                                                  |
| الرادارات                  |                         |                       |                            |                                                              |
| SPEXER-2000                |                         | 5                     | ألمانيا                    | رادار مراقبة أرضي                                            |
| RASIT                      |                         | ؟                     | فرنسا                      | رادار مراقبة أرضي                                            |
| الطائرات                   |                         |                       |                            |                                                              |
| آر كيو-20 بوما             |                         | 8                     | الولايات المتحدة           |                                                              |

### الأسلحة الفردية
| نموذج                    | النوع              | الصورة | البلد المصنع     | الملاحظات                                                                                            |
| ------------------------ | ------------------ | ------ | ---------------- | --- |
| براوينغ هاي باور         | مسدس نصف آلي       |        | بلجيكا           | |
| فرانشي سباس-15           | بندقية شوزن        |        | إيطاليا          | |
| شتاير أوج A1/A2/A3       | بندقية إقتحام      |        | النمسا           | شتاير أوج هو السلاح الرئيسي للجيش التونسي منذ سنة 1978                                               |
| بندقية إم-4 القصيرة      | بندقية إقتحام      |        | الولايات المتحدة | |
| هكلر أوند كوخ اش كاي 416 | بندقية إقتحام      |        | ألمانيا          | |
| هكلر أوند كوخ اش كاي 417 | بندقية قنص         |        | ألمانيا          | |
| أي أر-15 معدلة ‏          | بندقية إقتحام      |        | الولايات المتحدة | بندقية AR-15 المعدلة تستخدم بشكل واسع لدى القوات الخاصة التونسية وبالخصوص لدى فيلق القوات الخاصة GFS |
| إيه كيه إم اس            | بندقية اقتحام      |        | الاتحاد السوفيتي | بندقية مخصصة للفيلق الترابي الصحراوي الأول والثاني                                                   |
| تايب 56                  | بندقية اقتحام      |        | الصين            | بندقية مخصصة للفيلق الترابي الصحراوي الأول والثاني                                                   |
| شتاير اس اس جي 69        | بندقية قنص         |        | النمسا           | |
| باريت إم82               | بندقية قنص         |        | الولايات المتحدة | |
| M110 SASS                | بندقية قنص         |        | الولايات المتحدة | |
| إم 60                    | مدفع رشاش متوسط    |        | الولايات المتحدة | |
| اف ان مينيمي             | مدفع رشاش متوسط    |        | بلجيكا           | |
| ام 1919 براونينغ         | مدفع رشاش متوسط    |        | الولايات المتحدة | |
| إف إن ماج                | رشاش متعدد الأغراض |        | بلجيكا           | |
| ام2 براونينغ             | مدفع رشاش ثقيل     |        | الولايات المتحدة | |

## القوة الجوية
يتكون جيش الطيران التونسي من 4500 جندي (2004).

### طائرات مقاتلة
- 15 نورثروب إف-5 إي (مقعد واحد)  الولايات المتحدة.
- 4-6 نورثروب إف-5 إف (مقعدين)  الولايات المتحدة.
- 22 دوغلاس إيه-4إم سكاي هوك الثانية  الولايات المتحدة
- 4 دوغلاس تي إيه-4إم سكاي هوك الثانية  الولايات المتحدة
- 12-28 نورث أمريكان إف-86 سابر  الولايات المتحدة

### الطائرات النفاثة الهجوم التدريب / الضوء
- 12 ايرو L - 59T  التشيك
- 8 Aermacchi MB - 326B  إيطاليا
- 16/07 Aermacchi MB - 326KT  إيطاليا
- 4 Aermacchi MB - 326LT  إيطاليا

### التدريب / COIN المكبس محركات الطائرات
- 12 أمريكا الشمالية T - 28A طروادة / سود الطيران فنك  الولايات المتحدة  فرنسا
- 12 SIAI ماركيتي SF.260WC المحارب  إيطاليا
- 9 SIAI - SF - 260C ماركيتي  إيطاليا
- 10 لوكهيد / AL - 60B Aermacchi  الولايات المتحدة  إيطاليا
- 12 أمريكا الشمالية T - 6G تكساس  الولايات المتحدة

### الاتصال الطائرات
- 10 بايبر شبل  الولايات المتحدة
- 15 صعب 91D صفير  السويد

### طائرات النقل
- 1 بوينغ 737-700/BBJ  الولايات المتحدة.
- 2 داسو فالكون 20  فرنسا
- 2 لوكهيد C - 130J - 30  الولايات المتحدة
- 2 لوكهيد C - 130H  الولايات المتحدة.
- 4 لوكهيد C - 130E  الولايات المتحدة.
- 8 لوكهيد C - 130B  الولايات المتحدة.
- 5 إيريتاليا جي.222  إيطاليا (خارج الخدمة)
- 3 نورد N2051 Noratlas  فرنسا (لم يعد في الخدمة)
- 5 L - 410UVP Turbolet  التشيك
- 2 داسو MD 315 Flamant  فرنسا
- 2 داسو MD 312 Flamant  فرنسا

### مروحيات هجومية / متعددة المهام
- 8 سيكورسكي UH-60M Black Hawk  الولايات المتحدة.
- 4 سيكورسكي UH-60M Battle Hawk Kit II  الولايات المتحدة.
- 24 أو إتش-58 دي كيوا  الولايات المتحدة.
- 7 غازيل A342  فرنسا.

### مروحيات البحث والإنقاذ
- 19 سيركورسكاي HH-3F Pelican  الولايات المتحدة.
- 1 يوروكوبتر إيه إس 365 دوفين  فرنسا.

### طائرات نقل هليكوبتر متوسطة
- 2 سيكورسكي إس-76  الولايات المتحدة.
- 4 بيل 412  الولايات المتحدة.
- 1 ايروسباسيال أس إيه 330 بوما (خارج الخدمة)  فرنسا.
- 4 أوجوستا بيل أب 212  إيطاليا.
- 6 بيل يو إتش-1إن توين هيوي  الولايات المتحدة  كندا.
- 18 يو إتش-1اتش إركويس  الولايات المتحدة.
- 15 أوجوستا بيل أب 205بي  إيطاليا.

### طائرات هليكوبتر للنقل الخفيف
- 2 يوروكوبتر إيه إس 355  فرنسا.
- 12 يوروكوبتر إيه إس 350  فرنسا.
- 8 إيروسباسيال ألويت الثالثة  فرنسا.
- 7 إيروسباسيال ألويت 2 (خارج الخدمة)  فرنسا.

### صواريخ
- إيه آي إم-9 سايدويندر  الولايات المتحدة.
- إيه جي إم-65 مافريك  الولايات المتحدة.
- هوت (لمروحيات SA/342)  ألمانيا  فرنسا.
- إيه جي إم-114أر هيلفاير (لمروحيات UH-60M وOH-58D القتالية)  الولايات المتحدة.
- MK66 MOD 4 2.75 هيدرا 70 (موجه بنظام APKWS لمروحيات UH-60M وOH-58D القتالية)  الولايات المتحدة.

### الطائرات بدون طيار
- إم كيو-1 بريداتور  الولايات المتحدة
- تي إيه أي أنكا  تركيا
- النسناس  تونس

### المطارات العسكرية
- مطار العوينة العسكري

وتتواجد به طائرات النقل الاستراتيجي C-130J-30 Super Hercules و مروحيات متعددة المهام UH-1H/N Iroquois/Super Huey و Alouette III.
- قاعدة سيدي أحمد

ويتواجد بها السرب 100 وهو سرب التدريب للطائرة من نوع Aermacchi MB-326 والسرب 15 وهو سرب المقاتلات من نوع Northrop F-5 Tiger والسرب 21 وهو سرب النقل من طائرات نوع C-130 وL-410 Turbolet .
قاعدة قربة الجوية
ويتواجد بها 10 أسراب للمروحيات طراز Bell 205 وUH-1 Iroquois وAlouette II وEcureuil AS-350 وأرقامهم 31 و32 و33 و36.
قاعدة صفاقس الجوية
ويوجد بها 5 أسراب وأرقامهم و14 و13،11,31,31 ويتواجد بها طائرات خفيفة للاتصال والاستطلاع من نوع SF-260s، بالإضافة إلي عدد من المروحيات.
قاعدة قفصة الجوية
ويتواجد بها 2 سرب للتدريب علي الطائرات من نوع L-59s.

## القوة البحرية
يتكون جيش البحر التونسي من حوالي 6500 جندي ويمتلك 109 قطعة مختلفة وهي زوارق دورية سريعة للمياه الداخلية وزوارق صواريخ سريعة و 6 بوارج حربية بينها بارجتا الدستور والجمهورية كما تمتلك هذه القوات عدد محدود من الطائرات المضادة للغواصات تتسلح بصواريخ جو-بحر

### المعدات البحرية
- سفن من فئة OPV1400 طول 72 متر وعرض 13 متر يمكنه حمل 35 راكب والإبحار ل25 يوما متواصل لمسافة 7500 كلم بسرعة 12 عقدة بحرية وتبلغ سرعته القصوى نحو ضعف ذلك.

يمكنه حمل مراكب خفر وفيه منصة لإستقبال طائرة مروحية.
تسليح مبدئي برشاش عيار 76 مم ورشاشان عيار 12,77 مم يمكن إضافة المزيد ومزود برادار متوسط المدى

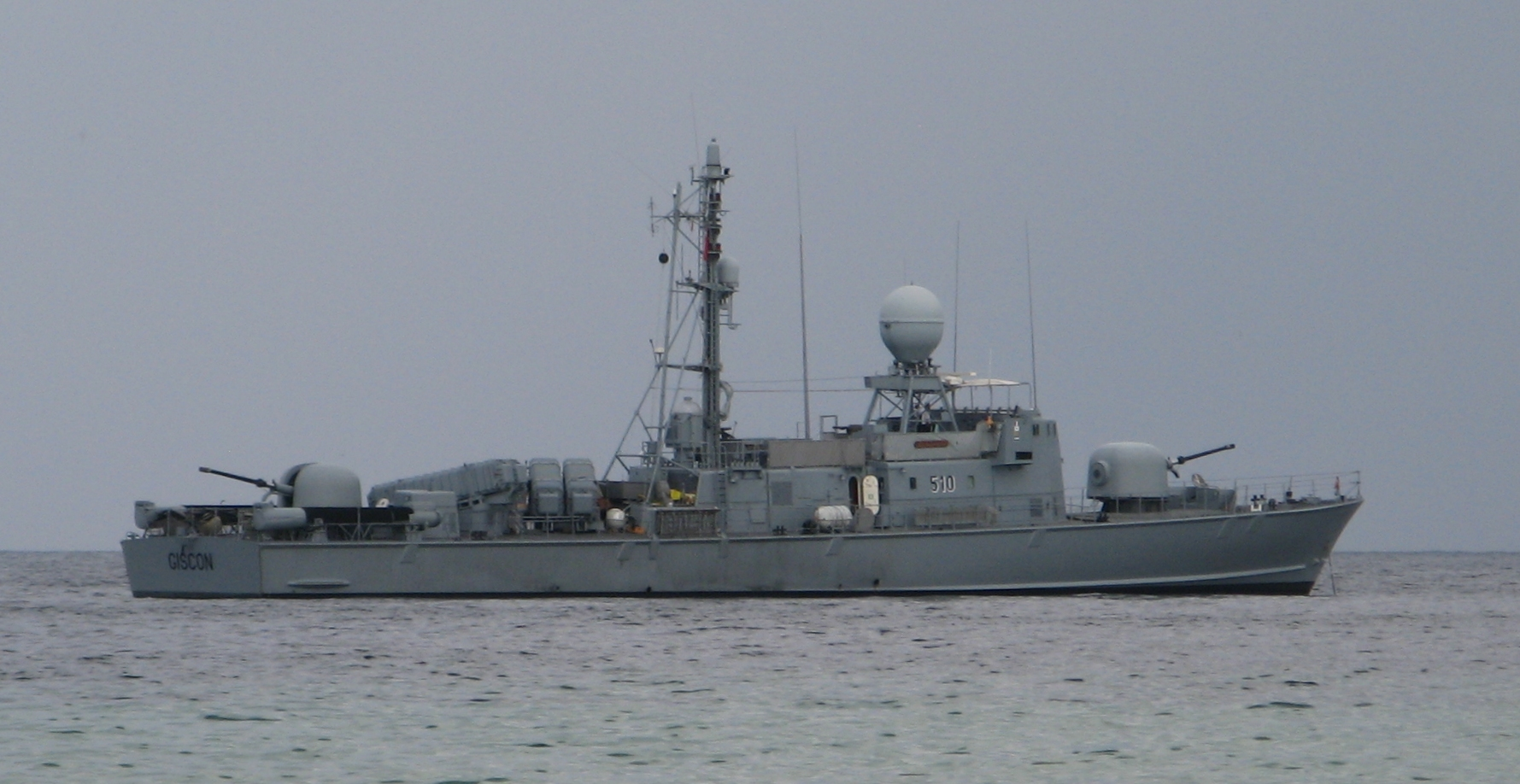
بي 510 جيسكون

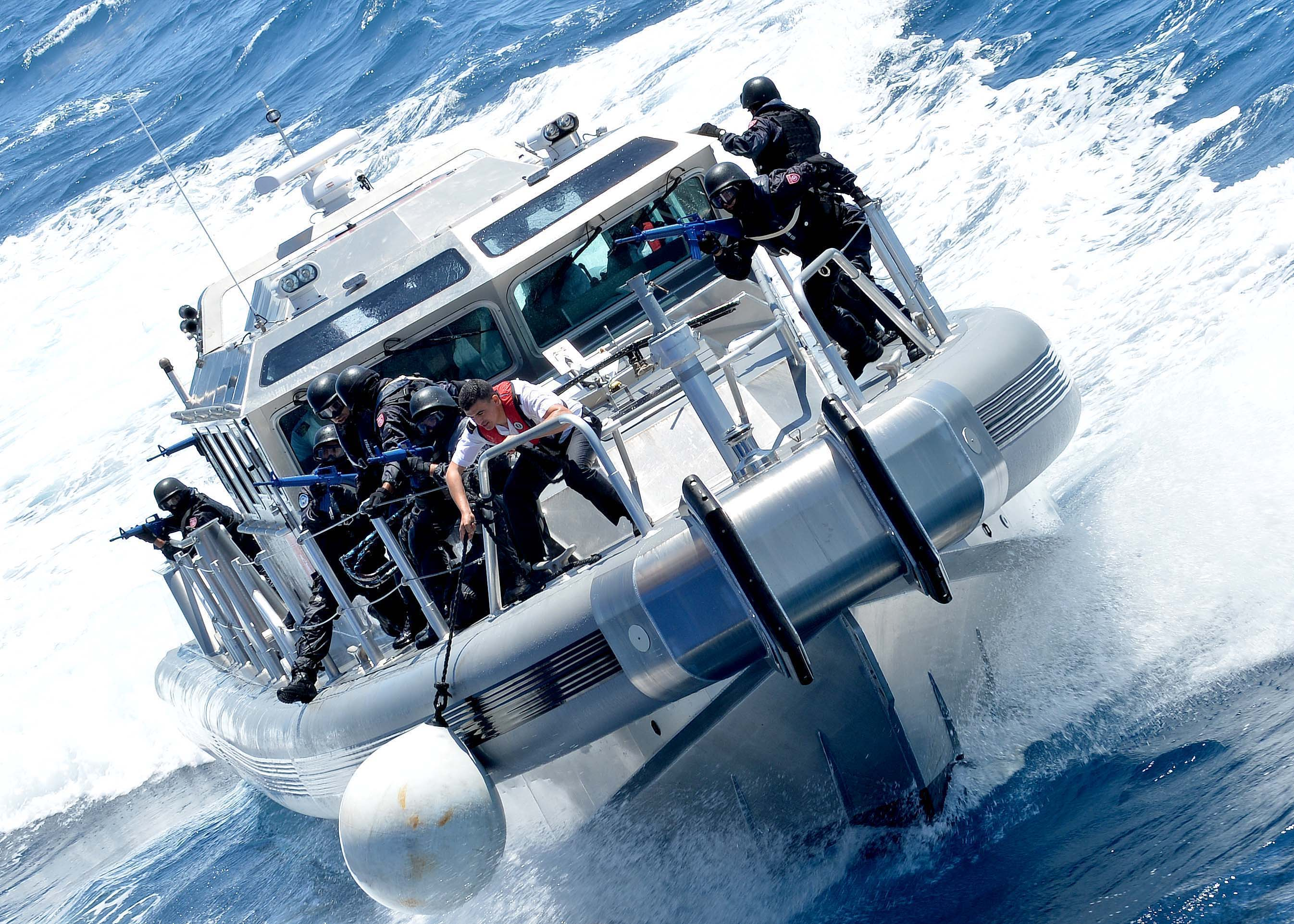
جنود من الفوج 51 لطلائع المشاة البحرية التونسية على متن زورق دورية خلال تمرين عسكري

- ثلاثة زوارق صواريخ سريعة، من نوع La Galite، النوع الفرنسي Combattante III، كل منها مزود بثمانية صواريخ سطح/سطح، من نوع MM-40 Exocet؛ ومدفع عيار 76 مم.
- ثلاثة زوارق صواريخ، من نوع Bizerte، النوع الفرنسي P-48، كل منها مزود بثمانية صواريخ سطح/سطح، من نوع SS-12.

زوارق دوريّة للمياه الداخلية: 13 زورقاً، كالآتي:
- ثلاثة زوارق دورية سريعة، من نوع Utique، النوع الصيني Shanghai.
- نحو عشرة زوارق دورية للمياه الداخلية، حمولة كل منها أقل من 100 طن.

سفن إسناد وسفن متنوعة
- سفينة واحدة، للمسح/التدريب، من نوع Salambo، النوع الأمريكي Conrad.
- سفينة مسح.

### القواعد البحرية
- بنزرت
- صفاقس
- سوسة
- حلق الوادي
- قليبية

### طائرات
- بوينغ سكان إيجل  الولايات المتحدة
- سكيبل كامكوبتر إس-100  النمسا

## الرتب العسكرية

### رتب المشاة
- ضباط قادة :

فريق أول (OF-10);
فريق (OF-9);
أمير لواء (OF-8);
العميد (OF-7);
- ضباط سامون :

العقيد / (OF-6);
المقدم / (OF-5);
الرائد (OF-4);
- ضباط أعوان :

النقيب (OF-3);
ملازم أول (OF-2);
ملازم (OF-1);
- ضابط صف :

وكيل أعلى (NC-9);
وكيل أول (NC-8);
وكيل (OR-7);
عريف أول (OR-6);
عريف (OR-5);
- رجال الجيش :

رقيب أول (OR-4);
رقيب(OR-3);
جندي أول (OR-2);
جندي متطوع (OR-1);

### رتبجيش البر التونسي
|      |          |      |          |      |          |      |          |           |       |           |      |      |      |      |      |      |      |          |
| جندي | جندي أول | رقيب | رقيب أول | عريف | عريف أول | وكيل | وكيل أول | وكيل أعلى | ملازم | ملازم أول | نقيب | رائد | مقدم | عقيد | عميد | لواء | فريق | فريق أول |

### رتبجيش الطيران التونسي
|      |          |      |          |      |          |      |          |           |       |           |      |      |      |      |      |      |      |          |
| جندي | جندي أول | رقيب | رقيب أول | عريف | عريف أول | وكيل | وكيل أول | وكيل أعلى | ملازم | ملازم أول | نقيب | رائد | مقدم | عقيد | عميد | لواء | فريق | فريق أول |

### رتبجيش البحر التونسي
|      |          |      |          |      |          |      |          |           |       |           |      |      |      |           |           |           |           |        |
| جندي | جندي أول | رقيب | رقيب أول | عريف | عريف أول | وكيل | وكيل أول | وكيل أعلى | ملازم | ملازم أول | نقيب | رائد | مقدم | نقيب بحري | عقيد بحري | عميد بحري | لواء بحري | أميرال |

## الثكنات والقواعد
- القاعدة العسكرية بالعمران.
- القاعدة العسكرية بباجة.
- ثكنة باب بحر بقابس.
- ثكنة الجيش الوطني بالقصرين.
- ثكنة الهادي والي بساحة باستور في بنزرت.
- القاعدة العسكرية بمسجد عيسى في الوردانين.
- ثكنة الجيش الوطني بالشرفة في توزر.
- ثكنة الجيش الوطني بتطاوين.
- ثكنة جنعورة في قبلي (الفيلق الثاني للتراب الصحراوي).
- رمادة (الفيلق الأول للتراب الصحراوي، اللواء الأول مشاة ميكانيكية).
- الثكنة العسكرية ببنقردان.
- القاعدة الجوية بقابس.
- القاعدة العسكرية ببوشوشة (باردو).
- قاعدة سيدي أحمد الجوية.
- الكتيبة الدفاعية بالحدود الجنوبية الشرقية (من الذهيبة إلى مشهد صالح).
- وحدة المهاري العسكرية ببرج بورقيبة.
- القاعدة البحرية بصفاقس (الفوج 52 طلائع البحرية).
- القاعدة البحرية بحلق الوادي (الفوج 51 مشاة بحرية).
- القاعدة البحرية الرئيسية ببنزرت.
- ولاية الكاف (الفوج 14 مشاة ميكانيكية).

## الإنتاج
لسد حاجياتها العسكرية، دخلت تونس غمار التصنيع العسكري بالاعتماد على قدراتها الذاتية وبالتعاون مع شركات خاصة بخبرات محلية وكذلك حلفائها حول العالم:
- ستنتج تونس 20 زورق دورية، وذلك بمساعدة من كوريا الجنوبية.
- تصنيع 5 خافرات حربية في شراكة بين جيش البحر التونسي وشركة خاصة متخصصة في صناعة السفن البحرية بميناء صفاقس، أنتجت تونس سنة 2015 أولى خافراتها استقلال بي 201 بتمويل ليبي.
- تصنيع الذخائر المستعملة من قبل تشكيلات جيش البر، البحر والطيران.
- تصنيع روبوتات قتالية وكاسحات الغام.

نجحت تونس في الأونة الأخير من صناعة مدرعة مضادة الألغام ستدخل في مرحلة الإنتاج في وقت أخر

## أسلحة الدمار الشامل
القدرة النووية
لا يعرف النشاط النووي. الدول الموقعة على اتفاقية عدم انتشار الأسلحة النووية (معاهدة عدم الانتشار)
الأسلحة الكيميائية والمعدات الواقية
لا يعرف أنشطة الأسلحة الكيميائية. طرف في اتفاقية حظر الأسلحة الكيميائية (اتفاقية حظر الأسلحة الكيميائية)
الأسلحة البيولوجية
لا يعرف الأنشطة المتعلقة بالأسلحة البيولوجية. طرف في اتفاقية حظر الأسلحة البيولوجية (البيولوجية)

## قوات حفظ السلام
تشارك تونس منذ سنة 1960 في قوات السلام التابعة لأمم المتحدة. كما يشارك حاليا قرابة 200 جندي تونسي في مهمة حفظ السلام في جمهورية الكونغو الديمقراطية، كما سيشارك مستقبلا في جمهورية مالي 750 جندي تونسي تابعين لقوة تدخل سريع بالإضافة إلى 120 شرطة عسكرية و 75 جندي طيران بالإضافة إلى مراقبين عسكريين وإداريين.

## [23]روابط خارجية
- الموقع الرسمي لوزارة الدفاع الوطني التونسية
- الموقع الإعلامي لوزارة الدفاع الوطني التونسية